# Dante Carlo Munerati
Dante Carlo Munerati SDB (* 12. Oktober 1869 in Bagnolo San Vito, Mantua; † 20. Oktober 1942 in Volterra) war ein italienischer Ordenspriester und römisch-katholischer Bischof.

## Leben
Wenige Monate nach seiner Geburt zogen seine Eltern nach Mozzecane bei Verona, wo er seine Kindheit verbrachte. Seit dem 9. November 1889 war er im Aspirantat in Valsalice. Dort wurde er am 8. Dezember 1890 eingekleidet. Nach den ersten Gelübden am 12. August 1891 sowie den philosophischen und theologischen Studien empfing er am 17. Dezember 1894 durch Bischof Giovanni Battista Tescari die Priesterweihe. Er arbeitete am salesianischen Kolleg in Parma als Lehrer, bis er 1907 zum Schulrat und Katechisten berufen wurde.
Am 20. Dezember 1923 ernannte ihn Papst Pius XI. zum Bischof von Volterra. Die Bischofsweihe erfolgte am 29. Januar 1924 in der salesianischen Basilika Sacro Cuore in Rom durch Giovanni Kardinal Cagliero SDB; Mitkonsekratoren waren Kardinal Rossi OCD und Erzbischof Rosa. Schließlich wurde er Generalprokurator der Ordensgemeinschaft in Rom, wo er auch als Konsultor für päpstliche Kongregationen und Kommissionen wirkte.

## Werke
- De sacramento matrimonii, Turin 1899
- Appunti di diritto canonico, Turin 1900
- Elementa iuris ecclesiastici publici et privati, 1903
- Il culto dell' Immacolata, 1904
- Promptuarium pro ordinandis et confessariis examinandis, 1922